# Грушин, Александр Игоревич
Александр Игоревич Грушин (укр. Олександр Ігорович Грушин; 19 июля 1998, Волноваха, Донецкая область, Украина) — украинский борец греко-римского стиля. Призёр чемпионата Европы.

## Спортивная карьера
Воспитанник киевского областного лицея-интерната физической культуры и спорта и СДЮШОР им. Г. Г. Узуна (Мариуполь), тренер Андрей Юрьевич Суровягин. В августе 2015 года в Сараево стал чемпионом мира среди кадетов. В ноябре 2018 года в Бухаресте завоевал бронзовую медаль чемпионата мира U23. В начале апреля 2022 года завоевал бронзовую медаль чемпионата Европы в Будапеште. В феврале 2024 года стал финалистом чемпионата Европы в Бухаресте (Румыния).

## Личная жизнь
Брат Сергей также занимается греко-римской борьбой. В июне 2020 года женился на Алине Акобия, которая является членом сборной Украины по женской борьбе. 

## Спортивные результаты
- Чемпионат мира по борьбе среди кадетов 2015 — ;
- Чемпионат Европы по борьбе среди кадетов 2016 — ;
- Чемпионат мира по борьбе среди кадетов 2017 — ;
- Чемпионат Европы по борьбе среди кадетов 2018 — ;
- Чемпионат мира по борьбе U23 2018 — ;
- Чемпионат мира по борьбе 2019 — 15;
- Чемпионат Европы по борьбе 2021 — 10;
- Чемпионат Европы по борьбе 2022 — ;